# Moschato-Tavros
Moschato-Tavros (Grieks: Μοσχάτο-Ταύρος) is sedert 2011 een fusiegemeente (dimos) in de Griekse bestuurlijke regio (periferia) Attica.
De twee deelgemeenten (dimotiki enotita) van de fusiegemeente zijn:
- Moschato (Μοσχάτο)
- Tavros (Ταύρος)